# Bucanetes mongolicus
Bucanetes mongolicus là một loài chim trong họ Fringillidae.